# Voces (semanario)
Voces es un semanario uruguayo con orientación de izquierda.
Fundado en 2004, poco después del fallecimiento del Gral. Líber Seregni, constituye un medio de expresión de frenteamplistas independientes.
Su redactor responsable es Alfredo García. Se publica los días jueves.